# Władysław Bobowski
Władysław Bobowski (ur. 19 marca 1932 w Tropiu, zm. 8 lipca 2025 w Tarnowie) – polski duchowny rzymskokatolicki, doktor nauk teologicznych, biskup pomocniczy tarnowski w latach 1974–2009, od 2009 biskup pomocniczy senior diecezji tarnowskiej.

## Życiorys
Urodził się 19 marca 1932 w Tropiu w rodzinie Władysława i Marcjanny z domu Nowak. W latach 1945–1948 uczył się w Szkole Rolniczej w Witowicach Dolnych. Następnie kształcił się kolejno w II Liceum Ogólnokształcącym im. Bolesława Chrobrego w Nowym Sączu (1948–1949), I Liceum Ogólnokształcącym im. Kazimierza Brodzińskiego w Tarnowie (1949–1950) i Studium Humanistycznym przy Instytucie Teologicznym w Tarnowie (1950–1952). Od 1949 był uczniem Niższego Seminarium Duchownego w Tarnowie. Egzamin dojrzałości złożył eksternistycznie w 1952 w Liceum Ogólnokształcącym im. Bartłomieja Nowodworskiego w Krakowie. W latach 1952–1957 odbył studia filozoficzno-teologiczne w Wyższym Seminarium Duchownym w Tarnowie. Na subdiakona i diakona został wyświęcony przez biskupa pomocniczego tarnowskiego Karola Pękalę, który 23 czerwca 1957 w Tarnowie udzielił mu również święceń prezbiteratu. Inkardynowany został do diecezji tarnowskiej W latach 1957–1961 studiował teologię dogmatyczną na Wydziale Teologicznym Katolickiego Uniwersytetu Lubelskiego. Tam w 1960 uzyskał licencjat i rozpoczął kurs doktorski. W latach 1963–1968 odbył studia w Instytucie Teologii Dogmatycznej Papieskiego Uniwersytetu Gregoriańskiego w Rzymie, które ukończył w 1969 z doktoratem z nauk teologicznych w zakresie teologii życia duchowego na podstawie dysertacji Natura doskonałości chrześcijańskiej według Kaspra Drużbickiego SI.
Od sierpnia do września 1957 pracował jako wikariusz w parafii św. Katarzyny w Ryglicach. Od maja 1961 do czerwca 1962 był katechetą przy katedrze Narodzenia Najświętszej Maryi Panny w Tarnowie. W latach 1962–1963 pełnił funkcje sekretarza osobistego i kapelana biskupa diecezjalnego Jerzego Ablewicza, jednocześnie wykonując zadania notariusza kurialnego. W kurii diecezjalnej zajmował również stanowisko cenzora ksiąg religijnych. Od marca do sierpnia 1969 był prefektem, a następnie do 1975 ojcem duchownym w Wyższym Seminarium Duchownym w Tarnowie, w którym w latach 1969–1999 prowadził zajęcia z teologii życia wewnętrznego.
23 grudnia 1974 został prekonizowany biskupem pomocniczym diecezji tarnowskiej ze stolicą tytularną Abernethia. Święcenia biskupie otrzymał 2 lutego 1975 w katedrze Narodzenia Najświętszej Maryi Panny w Tarnowie. Udzielił mu ich miejscowy biskup diecezjalny Jerzy Ablewicz, któremu asystowali biskupi pomocniczy tarnowscy: Piotr Bednarczyk i Józef Gucwa. Jako zawołanie biskupie przyjął słowa „Humanum indivinare” (To, co ludzkie przebóstwiać). 4 lutego 1975 został ustanowiony wikariuszem generalnym diecezji. W zakresie jego obowiązków znalazły się formacja intelektualna i ascetyczna kapłanów, formacja duchowa osób konsekrowanych, koordynowanie prac duszpasterstwa rodzin, a także nadzór nad sanktuariami w Bochni, Zawadzie i Lipinkach. W diecezji zainicjował organizowanie letniego wypoczynku dla dzieci i młodzieży pod nazwą „Wakacje z Bogiem”, jak również założył formację Dziewczęcej Służby Maryjnej. Należał do diecezjalnych organów: rady kapłańskiej, kolegium konsultorów i rady duszpasterskiej. Był przewodniczącym „Caritas Sacerdotalis” i członkiem zarządu Fundacji „Securitas”. W 1975 został mianowany kanonikiem gremialnym Kapituły Katedralnej w Tarnowie, w 1976 został jej scholastykiem i następnie archidiakonem, w 1995 złożył rezygnację z członkostwa w Kapitule. 20 października 2009 papież Benedykt XVI przyjął jego rezygnację z obowiązków biskupa pomocniczego diecezji tarnowskiej.
W Konferencji Episkopatu Polski był w latach 1983–1994 przewodniczącym Podkomisji (od 1987 Komisji) ds. Duszpasterstwa Młodzieży, w latach 1984–1989 wiceprzewodniczącym Komisji Duszpasterstwa Turystycznego, ponadto w latach 1979–1984 należał do Komisji „Iustitutia et Pax”, a w latach 1989–1993 do Komisji ds. Zakonnych, wszedł też w skład Komisji ds. Kultu Bożego i Dyscypliny Sakramentów. W 2014 był współkonsekratorem podczas sakr biskupów pomocniczych tarnowskich: Jana Piotrowskiego i Stanisława Salaterskiego.
Zmarł 8 lipca 2025 w Tarnowie. 11 lipca 2025 został pochowany w krypcie kaplicy cmentarnej na cmentarzu parafialnym w Tropiu.

## Odznaczenia i wyróżnienia
W 2025 prezydent RP Andrzej Duda nadał mu Krzyż Kawalerski Orderu Odrodzenia Polski.
Nadano mu tytuł honorowego obywatela: Tarnowa (2007), gminy Ryglice (2008) i gminy Gródek nad Dunajcem (2011). Otrzymał też Tarczę Herbową „Zasłużony dla Miasta Nowego Sącza” (2010), odznakę honorową „Zasłużony dla Ziemi Sądeckiej” (2017) i Złotą Odznakę Honorową Województwa Małopolskiego – Krzyż Małopolski (2025).